# مال‌لی
مال‌لی (به لاتین: Mallı) یک منطقه مسکونی در جمهوری آذربایجان است که در شهرستان گوی‌چای واقع شده‌است.